# Egerland

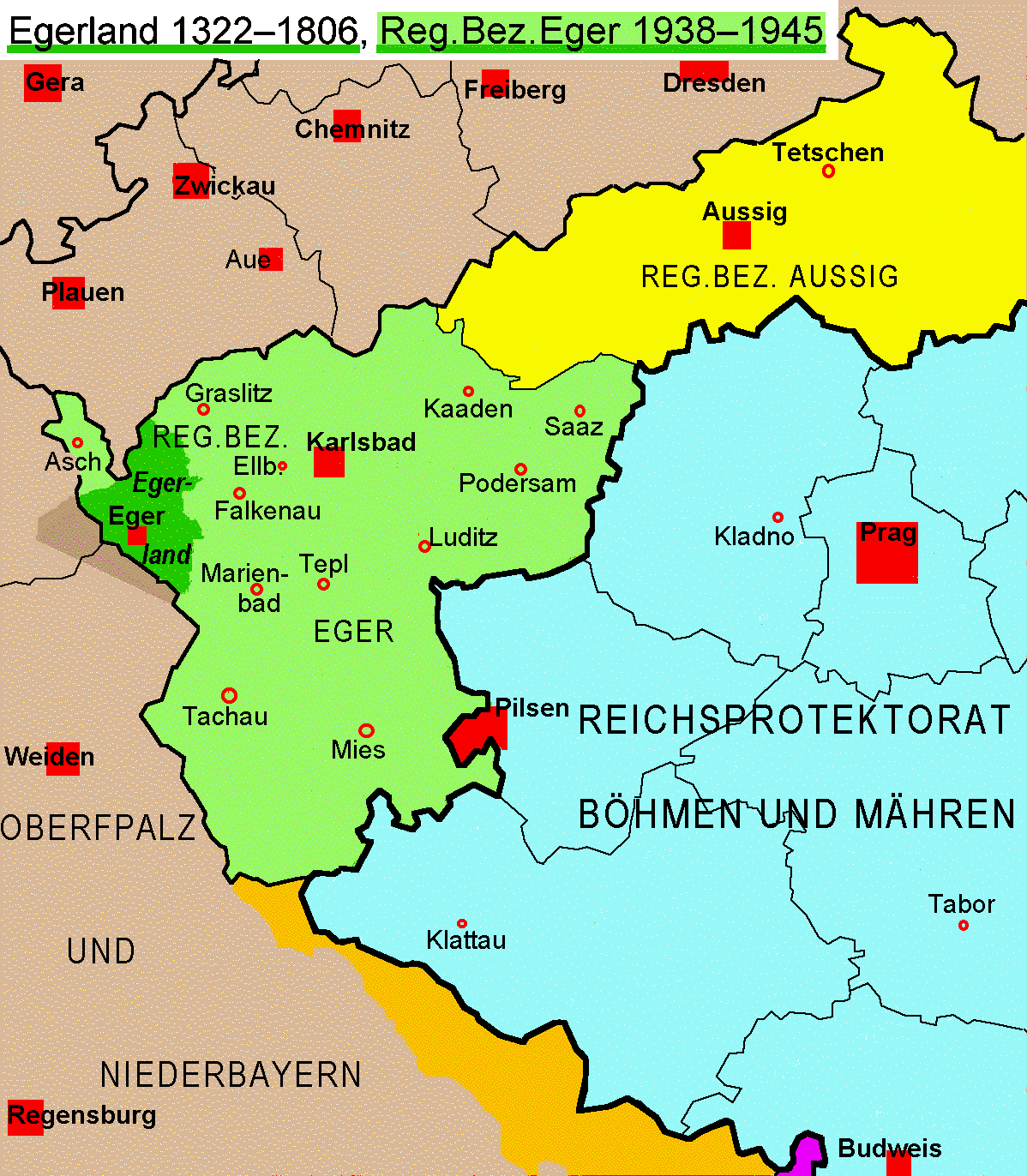
Mappa della regione storica e indicazione del più ampio distretto amministrativo (1939-1945)

L'Egerland (in ceco Chebsko) è una regione storica situata all'estremo nord-ovest della Boemia, Repubblica Ceca, al confine con la Germania. Il suo nome deriva dal toponimo tedesco della città di Cheb e del fiume Ohře (Eger). Insieme all'adiacente regione del Vogtland forma l'Euroregione Egrensis.
La regione veniva inizialmente fatta corrispondere al piccolo territorio intorno alla città di Cheb, all'incirca corrispondente all'odierno Distretto di Cheb. Dopo l'occupazione tedesca del 1938 l'Egerland venne incorporato allargato ad un'ampia area del Sudetenland, comprendendo sotto questo nome territori che non avevano mai fatto parte della regione storica.